# Église presbytérienne d'Afrique centrale

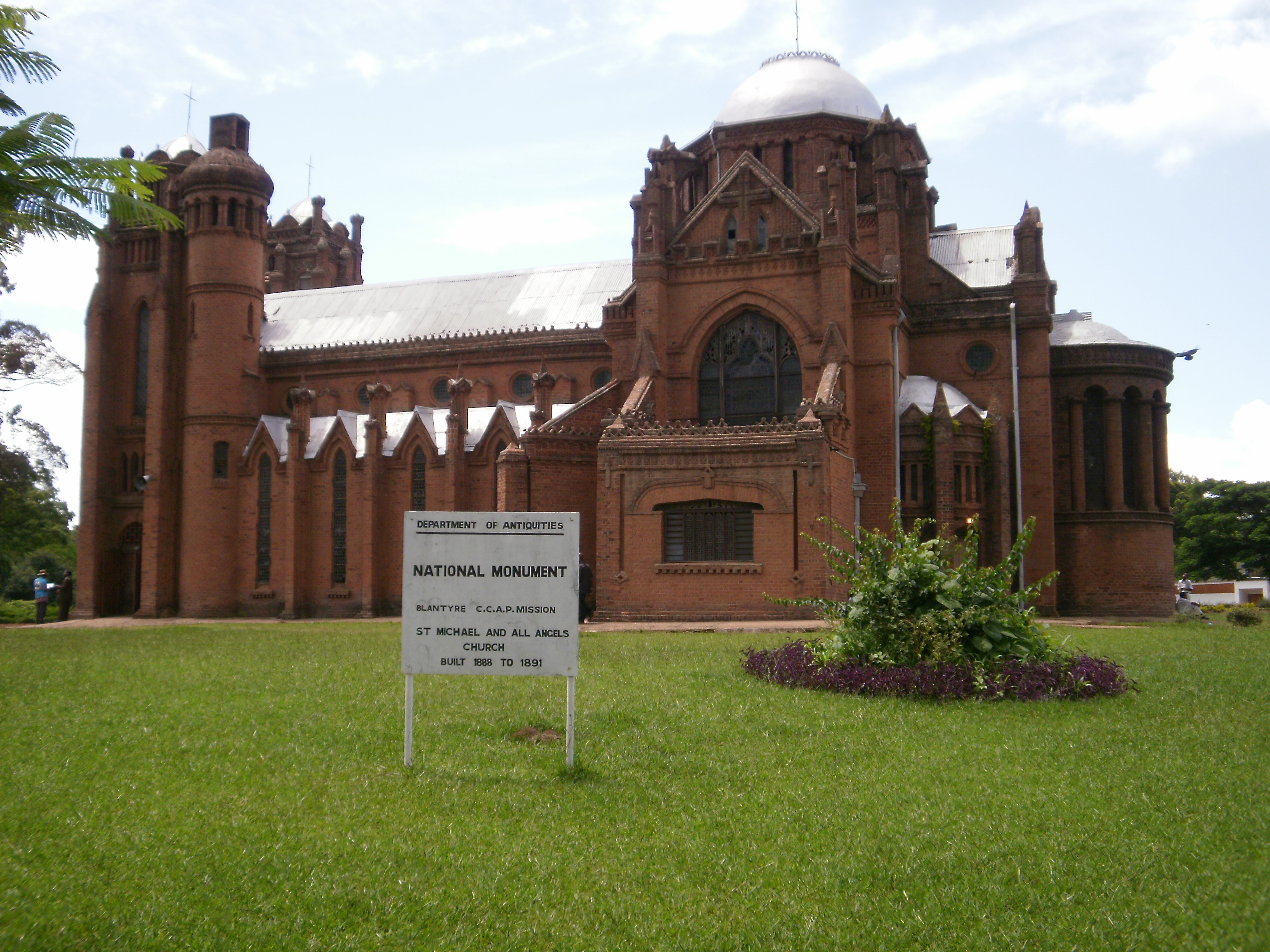
Église Saint-Michel-et-tous-les-Anges, à Blantyre, au Malawi.

L'Église presbytérienne d'Afrique centrale (Church of Central Africa Presbyterian, CCAP) est une église d'obédience presbytérienne (équivalent pour les  francophones : réformée). Elle comprend cinq synodes : un en Zambie, le synode de Zambie ; un au Zimbabwe, le synode d'Harare et trois au Malawi, les synodes de Livingstonia au nord, de Nkhoma au centre et de Blantyre au sud.
La CCAP est la plus importante Église protestante du Malawi.

## Histoire
Suivant les traces de David Livingstone, les Églises protestantes presbytériennes établissent des missions au Malawi à la fin du XIXe siècle. En 1875, l'Église libre d'Écosse s'installe dans le nord du Malawi avec son quartier général à Livingstonia, tandis qu'en 1876, l'Église d'Écosse fait de même à Blantyre. En 1889, le synode du Cap, dépendant de l'Église réformée hollandaise d'Afrique du Sud, commence à travailler dans le centre du Malawi. Il s'installe à l'origine à Mvera puis se relocalise à Nkhoma. Ces trois missions sont le noyau des trois synodes du Malawi.
En 1911, les synodes de Blantyre et de Livingstonia s'accordent pour fonder conjointement la CCAP mais, à cause de la Première Guerre mondiale, l'union ne se met en place que le 17 septembre 1924. À ce moment, l'Église presbytérienne d'Afrique centrale compte 28 prêtres, dont la moitié d'Africains et 32 « anciens », presque tous Africains. En 1926, le synode de Nkhoma de l'Église réformée hollandaise rejoint la CCAP. Le synode d'Harare fait de même en 1965 tandis que le synode de Lundazi, aujourd'hui appelé synode de Zambie, la rejoint en 1984.
En 1993, le synode de Blantyre fait une déclaration où il reconnait les liens historiques tissés avec le Malawi Congress Party (l'ancien parti unique du pays), qui avaient fait que « l'Église a perdu graduellement sa capacité à avertir ou à parler pastoralement au gouvernement, » et il indique « ne pas vouloir faire aujourd'hui la même erreur afin d'assurer que l'Église conserve sa voix prophétique au cours des prochaines années de l'histoire de notre pays, ».
En 1998, des adeptes du renouveau charismatique quittent l'Église pour former l'Église presbytérienne du Malawi (Presbyterian Church of Malawi).
En 2004, la CCAP entre dans une vaste controverse publique avec le second vice-président du Malawi, Chakufwa Chihana, après que ce dernier eut demandé à l'Église de ne pas se mêler de politique.

## Croyances
Le synode de Nkhoma a adopté la Confessio Belgica, le catéchisme de Heidelberg et les Canons de Dordrecht comme fondements doctrinaux. Le synode de Zambie, outre les précédents, y ajoute la Confessio Gallicana, la confession de foi écossaise, les confessions helvétiques, la confession de foi de Westminster et l'observance des Trente-neuf articles.

### Traduction
- (en) Cet article est partiellement ou en totalité issu de l’article de Wikipédia en anglais intitulé « Church of Central Africa Presbyterian » (voir la liste des auteurs).

### Citations originelles
1. ↑  (en) « the church gradually lost its ability to admonish or speak pastorally to the government. »
2. ↑  (en) « not want to make the same mistake at this time in order to ensure that the church retains its prophetic voice throughout the coming years of our country’s history. »